# António de Oliveira Salazar

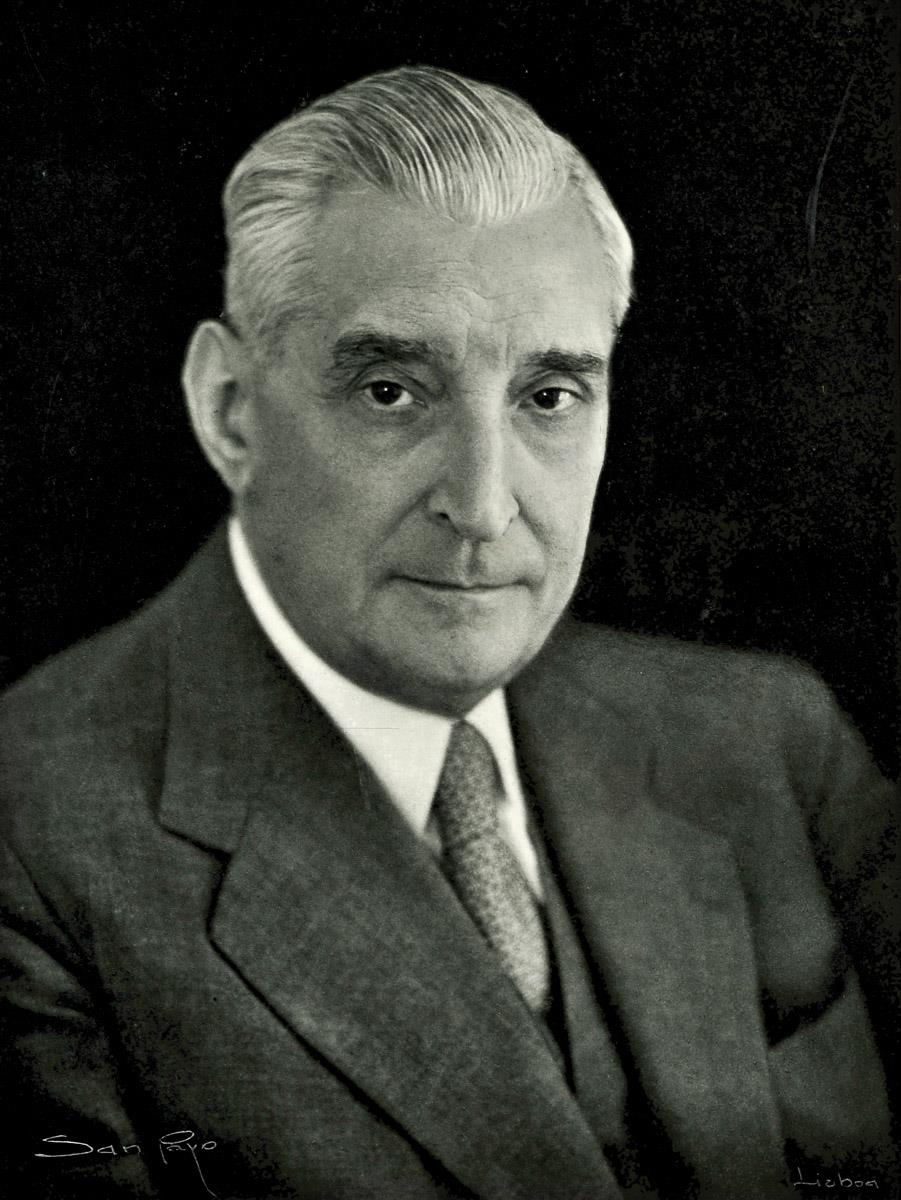
António de Oliveira Salazar (offizielles Porträt, um 1968)

António de Oliveira Salazar [ɐ̃ˈtɔ.ni.u ðɨ ɔ.liˈvɐj.ɾɐ sɐ.lɐˈzaɾ] anhörenⓘ (* 28. April 1889 in Vimieiro; † 27. Juli 1970 in Lissabon) war ein portugiesischer Ökonom und Diktator. Er war von 1932 bis 1968 Premierminister des autoritären Estado Novo.

## Weg zur Macht
Salazar stammte aus einfachen Verhältnissen. Sein Vater hatte sich vom Landarbeiter zum Pächter eines kleinen Bauernhofes hochgearbeitet. Salazar sollte zunächst Priester werden. Die damals vom laizistischen Staat (seit 1910 Republik) bedrängte katholische Kirche erkannte das ökonomische und politische Talent Salazars und ermöglichte ihm ein Studium der Ökonomie und Finanzwissenschaften an der traditionsreichen Universität Coimbra. Salazar erwies sich als einer der besten Studenten dieser Fächer.
Salazar lehrte als Professor für Nationalökonomie bzw. Volkswirtschaftslehre an der Universität Coimbra. 1928 wurde er von Präsident António Oscar de Fragoso Carmona, der die erste portugiesische Republik durch eine Militärdiktatur ersetzt hatte, als Finanzminister in die Regierung geholt. Salazar machte vollständige Handlungsfreiheit über die Staatsfinanzen zur Bedingung für seinen Regierungseintritt. Die Militärregierung unter General Oscar Carmona gab Salazar die geforderten Vollmachten. Auf Parteien, Gewerkschaften und politische Stimmungen brauchte er somit keine Rücksichten zu nehmen. Bereits seit 1928 war Salazar der eigentliche Machthaber in Portugal – er hatte eine Art Finanzdiktatur errichtet.
Am 5. Juli 1932 ernannte ihn Carmona zum Premierminister. Seine Hauptunterstützung erhielt Salazar von den Gruppen der Gesellschaft, die der Republik ablehnend gegenüberstanden, aber auch von der Militärregierung enttäuscht waren. Für Militär, Kirche, Monarchisten, obere Mittelschicht und Aristokratie war Salazar die bessere Wahl im Vergleich zu den vorhergegangenen Juntas.

## Staatsführer der Diktatur

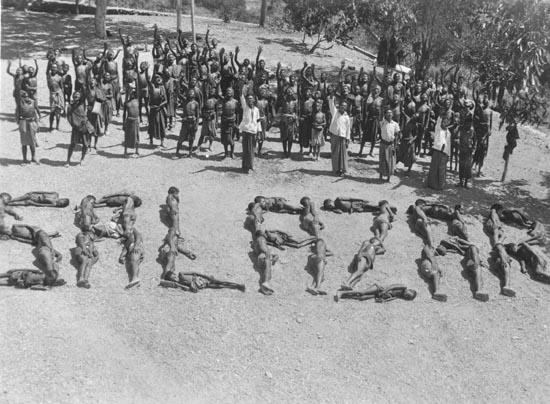
Timoresen bilden den Namen Salazars mit ihren Körpern, Álbum Fontoura (1930)

1933 gab er Portugal in seiner Funktion als Ministerpräsident eine neue Verfassung, auf deren Grundlage er ein Einparteiensystem errichtete.
Salazar verkündete den Estado Novo, den „Neuen Staat“, eine konservativ-autoritäre Diktatur. Seine Machtposition basierte auf wirtschaftlicher Stabilität und politischer Repression. Die bereits 1926 eingeführte Pressezensur verhinderte eine freie Meinungsäußerung, Streikverbot und Einschränkung der Versammlungsfreiheit verhinderten eine wirkungsvolle Opposition. Politische Parteien wurden – sofern sie sich nach dem Militärputsch nicht selbst aufgelöst hatten – verboten. Dissidenten wurden von der Geheimpolizei PIDE (Polícia Internacional e de Defesa do Estado = Internationale Staatsschutz-Polizei) ins Exil getrieben, in Gefängnisse gebracht, ermordet oder mundtot gemacht.
Der Salazarismus wird in der historischen Forschung meist nicht als reiner Faschismus bezeichnet, sondern als konservativ-autoritäre Diktatur mit klerikal-faschistischen Zügen. Zwar etablierte Salazar 1936 zwei typisch faschistische Organisationen (die bis 1974 bestehen blieben): die Legião Portuguesa, eine paramilitärische Miliz zum Schutz des Regimes nach Vorbild der deutschen SA, und die Mocidade Portuguesa, einen Jugendverband nach Vorbild der Hitlerjugend. Dennoch unterschied Salazar genau zwischen Autoritarismus und Totalitarismus. Totalitäre Strukturen, auch in ihrer faschistischen Ausprägung, waren ihm zuwider – er setzte nicht auf Massenmobilisierung und Indoktrinierung der Bevölkerung, sondern eher auf Unterdrückung und „Ruhigstellung“. Die Einheitspartei Nationale Union (União Nacional, UN), der er vorstand, war eher eine Antipartei oder ein Parteiersatz und erreichte nie die Bedeutung oder Dynamik anderer faschistischer Parteien wie etwa der NSDAP. Die Mitgliedschaft war nicht obligatorisch, auch Nichtmitglieder konnten Staatsämter bekleiden.
Salazar machte nie ein Geheimnis daraus, dass er die Politik des italienischen Führers Benito Mussolini bewunderte und befürwortete. Vor allem in den Jahren 1936 bis 1939 (während des spanischen Bürgerkriegs) kann eine deutliche „Faschisierung“ der Salazar-Diktatur ausgemacht werden; diese wurde nach dem Zweiten Weltkrieg schrittweise wieder rückgängig gemacht.
Während des Zweiten Weltkrieges steuerte Salazar Portugal auf einem Mittelweg. Er unterstützte in großem Umfang die spanischen Nationalisten durch materielle und logistische Hilfe während des Bürgerkriegs und duldete die Rekrutierung zahlreicher portugiesischer freiwilliger Kämpfer, stellte sich jedoch, ähnlich wie Franco, nie auf die Seite Deutschlands. 1939 initiierte er einen iberischen Neutralitätspakt, auch geläufig unter dem Namen Iberischer Block. Er unterstützte die Alliierten, indem er ihnen – nach Geheimverhandlungen unter anderem mit George F. Kennan – ab 1943 den Flughafen Lajes Field auf den Azoren als Militärbasis überließ. Hätte er sich auf die Seite der Achsenmächte gestellt, hätte dies Krieg mit Großbritannien bedeutet und damit die portugiesischen Kolonien bedroht.
Salazar gelang es, mit einer geschickten Neutralitätspolitik den Alliierten und den Achsenmächten Konzessionen zu machen, ohne sich auf eine Seite zu stellen. So überließ er – gegen gute Bezahlung – den Deutschen Bergbaukonzessionen für den Abbau des kriegswichtigen Metalls Wolfram. Den Briten und später den USA überließ er Häfen und Flughäfen auf den Azoren und Madeira. Salazar machte niemals Anstalten, sich dem radikalen Antisemitismus der anderen rechten Diktaturen Europas anzuschließen. Etwa 30.000 Flüchtlinge fanden in Portugal zumindest vorübergehend Zuflucht, darunter rund 2000 überwiegend jüdische Flüchtlinge durch den mutigen Einsatz des portugiesischen Diplomaten Aristides de Sousa Mendes, der damit allerdings gegen die Anweisung Salazars verstieß.
Zum Zeitpunkt der Ernennung Salazars zum Finanzminister war der portugiesische Staat überschuldet; Salazar kürzte die staatlichen Ausgaben und erhöhte steuerliche Abgaben. Die Politik der geringen Ausgaben, mit einigen Ausnahmen wie dem Militär, behielt Salazar auch in den folgenden Jahren seiner Regierung bei. Der Staatshaushalt wurde ausgeglichen und die Auslandsschulden beglichen.
Salazar ließ die Bepflanzung der Wälder neu ordnen, wovon er sich wirtschaftlichen Aufschwung und Autarkie für die Holz- und Papierindustrie erwartete.
Portugal hatte zum Ende seiner Herrschaft das niedrigste Pro-Kopf-Einkommen, die höchsten Militärausgaben, die höchste Säuglingssterblichkeit, das niedrigste Bildungsbudget und mit 40 % die höchste Analphabetenquote in Westeuropa. Während in der Nachkriegszeit der Wohlstand der Bevölkerung in weiten Teilen Europas stark zunahm, erhielt die Mehrheit der Portugiesen nur ein Einkommen nahe dem Existenzminimum und auch das Studium an einer Universität war aufgrund der mangelnden finanziellen Unterstützung vorwiegend den wenigen Wohlhabenden vorbehalten.
Da zahlreiche Bewohner Portugals auszuwandern versuchten, verhängte Salazar 1967 ein Auswanderungsverbot. Die Wirtschaft wurde überwiegend von rund 30 reichen Familien kontrolliert, zwischen der Regierung Salazar und den großen Wirtschaftsunternehmen bestand ein großer personeller Austausch (Drehtür-Effekt).

## Kolonialpolitik
1945 kontrollierte Portugal Kap Verde, das heutige São Tomé und Príncipe, Angola, Guinea-Bissau, Cabinda und Mosambik in Afrika, Diu, Daman und Goa in Indien, Macau in China und Osttimor in Südostasien. Salazar hielt an diesem Anspruch auf die Kolonien fest, bedeuteten sie doch Prestige und wirtschaftliche Stabilität. Die Kolonien und der damit verbundene Stolz, die dritte Kolonialmacht nach Großbritannien und Frankreich zu sein, bildeten eine der Grundlagen seiner Herrschaft. Salazar hat während seiner rund vierzigjährigen Regierungstätigkeit jedoch keine einzige Kolonie besucht.
Nur der große Kolonialbesitz des Landes ermöglichte es, dass Portugal – wie von Salazar gewünscht – eine wichtige internationale Rolle spielte. Das Land selbst betrieb einen ideologisch begründeten „stolzen Isolationismus“ und blieb ein vom übrigen Europa abgeschotteter Staat, auf den die Westmächte nur wenig Einfluss hatten. 1949 war Portugal – unter anderem wegen seiner geostrategischen Bedeutung und seiner antikommunistischen Haltung – Gründungsmitglied der NATO. 1955 trat Portugal den Vereinten Nationen bei.
Von der Einnahme des letzten portugiesischen Kolonialbesitzes in Indien durch Truppen der Indischen Union am 18. Dezember 1961 bis über den Tod Salazars hinaus wurden vor allem die afrikanischen Kolonien zu einem wachsenden Unruheherd für Portugal. Die ab 1961 aufflammenden Kolonialkriege führten schließlich zum Ende der Salazar-Diktatur. Führende Militärs, allen voran General António de Spínola, drängten auf das Ende der Kampfhandlungen, denn Spínola hatte erkannt, dass die Kriege in Afrika nicht zu gewinnen waren.

## Ende der Herrschaft
Im Jahr 1968 erlitt Salazar eine Hirnblutung. Präsident Américo Tomás nahm an, dass der 79-Jährige nicht mehr lange leben würde, und ernannte Marcelo Caetano zum 27. September 1968 zu dessen Nachfolger. Als sich Salazars Zustand verbesserte, teilte keiner seiner alten Gefolgsleute ihm mit, dass er einen Nachfolger hatte. Salazar berief Kabinettssitzungen ein. Bis zu seinem Tod im Juli 1970 lebte Salazar in seinem Haus in seiner Geburtsstadt Santa Comba Dão. Am 25. April 1974 wurde sein Estado Novo von der
Nelkenrevolution beendet.
Die Übergangsregierung beendete den Portugiesischen Kolonialkrieg; die Kolonien wurden unabhängig.
Obwohl seine Regierung eine Diktatur war, war Salazar bei Teilen der portugiesischen Bevölkerung auch Jahrzehnte nach seinem Tod noch populär. Gründe dafür waren seine Unbestechlichkeit, seine materiell bescheidene Amtsführung und sein unprätentiöses Auftreten. Er zahlte selbst Dienstreisen von seinem eigenen Geld, um den Staatshaushalt nicht zu belasten. Die Geschichte des Salazar-Regimes wurde nach seinem Tod in Portugal kaum aufgearbeitet.
Salazar wurde 2007 in der Sendung „Os Grandes Portugueses“ (etwa vergleichbar mit „Unsere Besten“) mit deutlichem Vorsprung zum bedeutendsten Portugiesen aller Zeiten gewählt. 
Salazar wurde in einem schlichten Familiengrab auf dem Friedhof seines Geburtsortes Vimieiro beigesetzt. Eigentlich hatte er eine anonyme Bestattung gewollt.

## Ehrungen
- 1953: Großkreuz des Verdienstordens der Bundesrepublik Deutschland.

In den Kolonien wurden mehrere Städte in Vila Salazar umbenannt, so Baucau im heutigen Osttimor und N’dalatando im heutigen Angola.

## Filme
- Franco und Salazar – Die iberischen Faschisten. Dokumentation. Portugal 2004, Regie: Joaquim Vieira, Fernanda Bizarro, Synchronfassung, ARTE F, Erstausstrahlung, 57 Min.

- Als eine Aufarbeitung der sozialen Verhältnisse in der Salazar-Diktatur anhand von miteinander verknüpften Einzelschicksalen kann auch der Film Nachtzug nach Lissabon bzw. dessen Buchvorlage Nachtzug nach Lissabon von Pascal Mercier gelten.

- Die Ära Salazar in Portugal (ZDF 2021) im Videoarchiv – Internet Archive